# Daronia
Daronia is een geslacht van weekdieren uit de klasse van de Gastropoda (slakken).

## Soort
- Daronia spirula (A. Adams, 1850)